# Ibimirim (ort)
Ibimirim är en ort i Brasilien.   Den ligger i kommunen Ibimirim och delstaten Pernambuco, i den östra delen av landet, 1 400 km nordost om huvudstaden Brasília. Ibimirim ligger 409 meter över havet och antalet invånare är 12 272.
Terrängen runt Ibimirim är lite kuperad. Ibimirim är det största samhället i trakten.
Omgivningarna runt Ibimirim är huvudsakligen savann. Runt Ibimirim är det glesbefolkat, med 14 invånare per kvadratkilometer.